# Terminliste
Nach IPMA beinhaltet die Terminliste Termine und Vorgänge von Projekten, wobei sich die Termine auf Anfangs- oder Endereignisse der Vorgänge beziehen. Damit beschreibt die Terminliste einen Arbeitsablauf als temporale Kette. Der entsprechende englische Begriff ist schedule. Die grafische Entsprechung ist ein Balkenplan (englisch bar chart oder Gantt chart).
Gemäß der REFA-Definition des Begriffes dient die Liste der Terminüberwachung: Anfänglichen Soll-Terminen werden die rückgemeldeten Ist-Termine gegenübergestellt.